# 虎头鞋

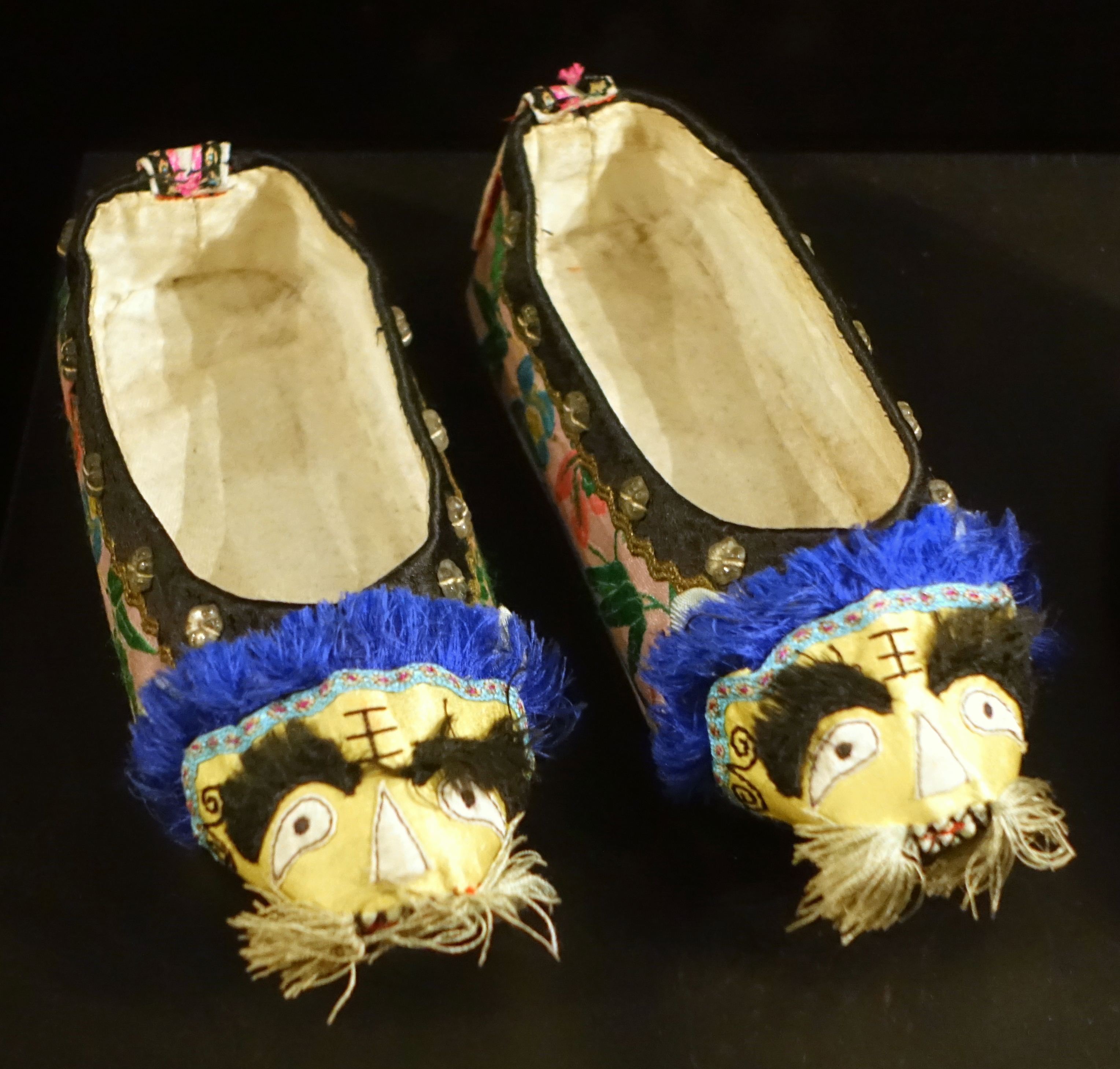
收藏于瑞典东亚博物馆的清朝虎头鞋

虎头鞋为中国民间传统手工艺的一种，在冀南地区尤为流行。是給嬰兒或幼兒所穿的鞋子，鞋上繡上老虎圖案，傳統上相信虎頭鞋可以保護小孩免受疾病侵襲，常會配虎頭帽一起穿戴。虎頭鞋通常會由母親親手縫製。

## 历史背景
虎头鞋的历史上溯虽久，但无据可考，是漢族民間的育兒習俗。关于虎头鞋的民间故事非常多。
1. ↑  . www.jendow.com.tw.   [2023-08-09]. （原始内容存档于2023-08-10）.